# Stockerau (stacja kolejowa)
Stockerau (niem: Bahnhof Stockerau) – stacja kolejowa w Stockerau, w kraju związkowym Dolna Austria, w Austrii. Jest stacją węzłową, gdzie krzyżuje się Nordwestbahn i Absdorf-Hippersdorf – Stockerau.

## Historia
W 1841 Stockerau został włączony do Nordwestbahn. W dniu 1 listopada 1871 roku trasa została rozbudowana do Znojma. W 1970 zaplanowano budowę nowego dworca. Nowa stacja została ukończona w 1980 roku.
Stacja została zmodernizowana w ramach przebudowy stacji od grudnia 2011 do października 2012 przez ÖBB Infrastruktur Bau AG i przystosowany dla osób niepełnosprawnych.

## Linie kolejowe
- Nordwestbahn
- Absdorf-Hippersdorf – Stockerau